# Браун (команда Формулы-1)
Brawn GP Ltd. — команда и конструктор Формулы-1. Создана 6 марта 2009 года после того, как это подтвердил Росс Браун, бывший босс команды «Honda Racing», который купил команду за символическую цену в 1 фунт стерлингов у компании «Honda» в связи с уходом «Хонды» из чемпионата в декабре 2008 года. Новая команда совершила свой гоночный дебют в сезоне 2009 года на Гран-при Австралии 29 марта 2009 года, сразу сделав дубль (выиграв гонку и завоевав второе место).
Команда использовала свои шасси и трансмиссию, разработку которых вела ещё с 2008 года, а моторы поставлялись компанией «Mercedes-Benz». Гонщиками Brawn GP стали бывшие гонщики «Honda Racing» Дженсон Баттон и Рубенс Баррикелло.
16 ноября 2009 года компания «Mercedes» объявила о покупке 75,1 % акций команды «Brawn GP». В сезоне 2010 года команда преобразована в заводскую команду «Mercedes-Benz». Гонщиками «Mercedes GP» стали Михаэль Шумахер и Нико Росберг.

## Начало

### Предыстория
Brawn GP берет свое начало в Tyrrell Racing Organization, автоспортивной команде, основанной Кеном Тирреллом в 1958 году, которая участвовала в различных чемпионатах. После выхода в Формулу-1 в 1968 году команда Тиррелла выиграла чемпионат конструкторов и три чемпионата пилотов в 1970-х годах с Джеки Стюартом. Команда продолжала участвовать в гонках Формулы-1 до 1998 года, когда снижение результатов привело к тому, что Тиррелл продал команду табачной компании British American Tobacco . BAT создал гоночную команду с новой базой в Брэкли, назвав её British American Racing. BAR соревновался в течение шести лет. Лучшим результатом стало второе место в чемпионате в 2004 году. Усиление ограничений на рекламу табака привело к тому, что Honda, поставщик двигателей для BAR, купила команду полностью в конце 2005 года, переименовав команду в Honda Racing F1.
Brawn GP был образован 6 марта 2009 года, когда было подтверждено, что Росс Браун, бывший технический директор команд Honda Racing F1 Team, Ferrari и Benetton, купил команду у Honda после ухода японской марки из спорта в декабре 2008 года. 17 марта 2009 года FIA официально согласилась на изменение названия команды Honda Racing F1 Team на Brawn GP. Хотя команда может рассматриваться как продолжение команды Honda, FIA рассматривала Brawn GP как совершенно новую, вместе с тем Кит Хейс, вице-президент FIA, согласился отказаться от стандартного вступительного взноса в знак признания непростых обстоятельств образования команды.
С потерей двигателей Honda Браун заявил, что несколько производителей предложили поставлять двигатели команде, но именно двигатели Mercedes-Benz лучше всего подходили для автомобиля. Пилотами команды стали Дженсон Баттон и Рубенс Баррикелло. Ходили также слухи, что команда вступит в сезон 2009 года с Бруно Сенной в составе, который, как ожидалось, мог привести в команду своих личных спонсоров.
Хотя Honda считалась первой командой, запустившей KERS в 2008 году, Браун заявил в интервью, что из-за обстоятельств смены владельца у команды не было времени для разработки системы. 20 марта было подтверждено, что Brawn GP будет выделен последний бокс на пит-лейн, вместе с тем Форс Индия переместилась на один бокс. Brawn GP первоначально были присвоены номера 20 и 21 после того, как Force India были присвоены старые номера Honda 18 и 19. Однако это положение было изменено по просьбе "Форс Индия", поскольку их рекламные материалы уже были напечатаны с номерами 20 и 21. Браун не возражал, и ему были присвоены номера 22 и 23, а 18 и 19 не были присвоены никому.

### Перед сезоном
Команда впервые представила свою машину на трассе Сильверстоун (Великобритания) 6 марта 2009 года и 9 марта привезла свои болиды на официальные тесты на трассу «Каталунья» в Барселону, (Испания). В первый день тестов Дженсон Баттон показал 4-е время в итоговой таблице, что вызвало повышенный интерес к команде со стороны болельщиков и журналистов. По итогам второго дня Рубенс Баррикелло занял 3-е место. Первую строчку по итогам третьего дня занял Дженсон Баттон, а на четвёртый, заключительный день испанских тестов Баррикелло установил новый рекорд трассы, что повергло в шок таких грандов Формулы-1, как «Ferrari» и «McLaren». По словам Фелипе Массы, он не смог бы тогда проехать круг с тем же временем в квалификационном режиме, что и Баррикелло.

### Сезон 2009
По итогам первой в истории команды квалификации (Австралия-2009, Альберт-Парк) пилоты «Brawn GP» сенсационно заняли первый ряд стартового поля: поул-позицию завоевал Дженсон Баттон, вторым стал Баррикелло. Итоги первого Гран-при оказались не менее сенсационными: команда в дебютной гонке расположилась на двух высших местах пьедестала.
Успех «Brawn GP» был омрачён сокращением персонала из-за дефицита средств, Росс Браун был вынужден объявить об увольнении 270 из 700 сотрудников команды.

С одной стороны, мы одержали ошеломляющую победу, с другой знали, что через пару дней начнутся увольнения. Это был тяжелый момент. Мы видели, как команду покидают старые друзья — у «Brawn GP» просто не хватало денег. Мы ещё больше сплотились, а сокращения завершились лишь к Гран-при Италии.
Пит Ходжкинсон, менеджер команды «Brawn GP» в 2009 году

На Гран-при Китая Рубенс Баррикелло в 16-й раз за карьеру гонщика «Формулы-1» проехал быстрейший круг в гонке, что стало для бразильского гонщика первым подобным достижением с Гран-при Японии 2004 года, когда он выступал за «Ferrari».
Одержав победу на Гран-при Бахрейна, Дженсон Баттон впервые за карьеру гонщика «Формулы-1» финишировал на подиуме в четвёртый раз подряд. Помимо этого, британский гонщик команды «Brawn» преодолел рубеж в 1000 км лидирования в Гран-при. Команда «Brawn GP» заработала по результатам первых гонок 50 очков; несмотря на то, что по результатам Гран-при Малайзии гонщики получили половину очков, этот результат стал четвёртым с 1999 года после «Ferrari» в 2004 году (команда набрала 64 очка), «McLaren» в 2003 и «Renault» в 2006 (обе команды 51).
В пятой гонке сезона, проходившей на трассе «Каталунья Монтмело» в Барселоне, команда вновь добилась максимального результата. Гонщик команды Дженсон Баттон выиграл квалификацию, а затем и гонку. Его напарник Рубенс Баррикелло, стартовавший с третьего места на стартовом поле, пришёл к финишу вторым, установив при этом лучший круг в гонке. После финиша возникли подозрения в использовании командной тактики ради большего преимущества для лидера чемпионата, и Рубенс Баррикелло в интервью американскому телеканалу «Speed TV» заявил, что уйдёт из «Формулы-1», если выяснится, что его напарнику по команде создаются более предпочтительные условия:

… Если будут хотя бы малейшие признаки того, что команда подыгрывает Дженсону, я завтра же повешу шлем на гвоздь. Мне обидно, что я упустил победу […] Я отлично стартовал и опередил Дженсона перед входом в первый поворот. Всё складывалось удачно. Я был удивлён, когда мне сообщили, что Дженсона перевели с трёх пит-стопов на два.
Рубенс Баррикелло в интервью «Speed TV» после Гран-при Испании

Одержав победу на Гран-при Монако с поул-позиции, Дженсону Баттону удалось выиграть пять из шести первых Гран-при сезона 2009 года. До него подобное удавалось только Джиму Кларку (1965 год), Джеки Стюарту (1969), Найджелу Мэнселлу в (1992) и Михаэлю Шумахеру (1994, 2002 и 2004). Команда «Brawn GP» стала единственной командой, гонщики которой финишировали во всех шести гонках сезона. После Гран-при Монако «Brawn GP» заработала 86 очков, что стало вторым по результативности достижением после «Ferrari» в 2004 году (88 очков).
На седьмом этапе сезона, проходившем на стамбульской трассе, зрители впервые стали свидетелями схода одного из болидов команды с дистанции. На 47 круге отказала коробка передач на болиде Рубенса Баррикелло. Победу в гонке, уже шестую в сезоне, одержал Дженсон Баттон. На первом круге он сумел обойти обладателя поул-позиции Себастьяна Феттеля.
На Гран-при Великобритании наметился спад в результатах команды. Произошло это по нескольким причинам. Стало очевидно, что соперники продолжали интенсивно работать над модернизацией своих болидов. К тому же скоростные повороты вкупе с прохладной погодой гораздо больше подходили конкурентам из команды «Ред Булл Рейсинг». Серьёзно прибавили «Макларен» и «Феррари». В итоге за три этапа гонщики «Браун ГП» лишь однажды побывали на подиуме, заработав при этом 18 очков.
На Гран-при Европы Рубенс Баррикелло отлично провёл гонку и за счёт тактики поздних пит-стопов сумел пересечь финишную черту первым, завоевав свою первую в сезоне и десятую в карьере победу. Дженсон Баттон финишировал седьмым.
На Гран-при Бельгии вновь стало ясно, что на скоростных трассах болиды «Браун» проигрывают в скорости своим ближайшим конкурентам. Как следствие, пилоты показывали слабые результаты во время пятничной и субботней практики. И хотя Рубенсу Баррикелло удалось в квалификации завоевать 4-е место на стартовом поле, в гонке это дивидендов не принесло. Баррикелло неудачно стартовал, столкнувшись с проблемами в коробке передач, и в итоге финишировал 7-м. Дженсон Баттон, показав 14-й квалификационный результат, впервые в сезоне 2009 года не прошёл в финал квалификации, завершив тем самым серию из 11-ти гонок со стартом из первой десятки. На первом круге Гран-при он попал в аварию и вынужден был сойти с дистанции гонки.

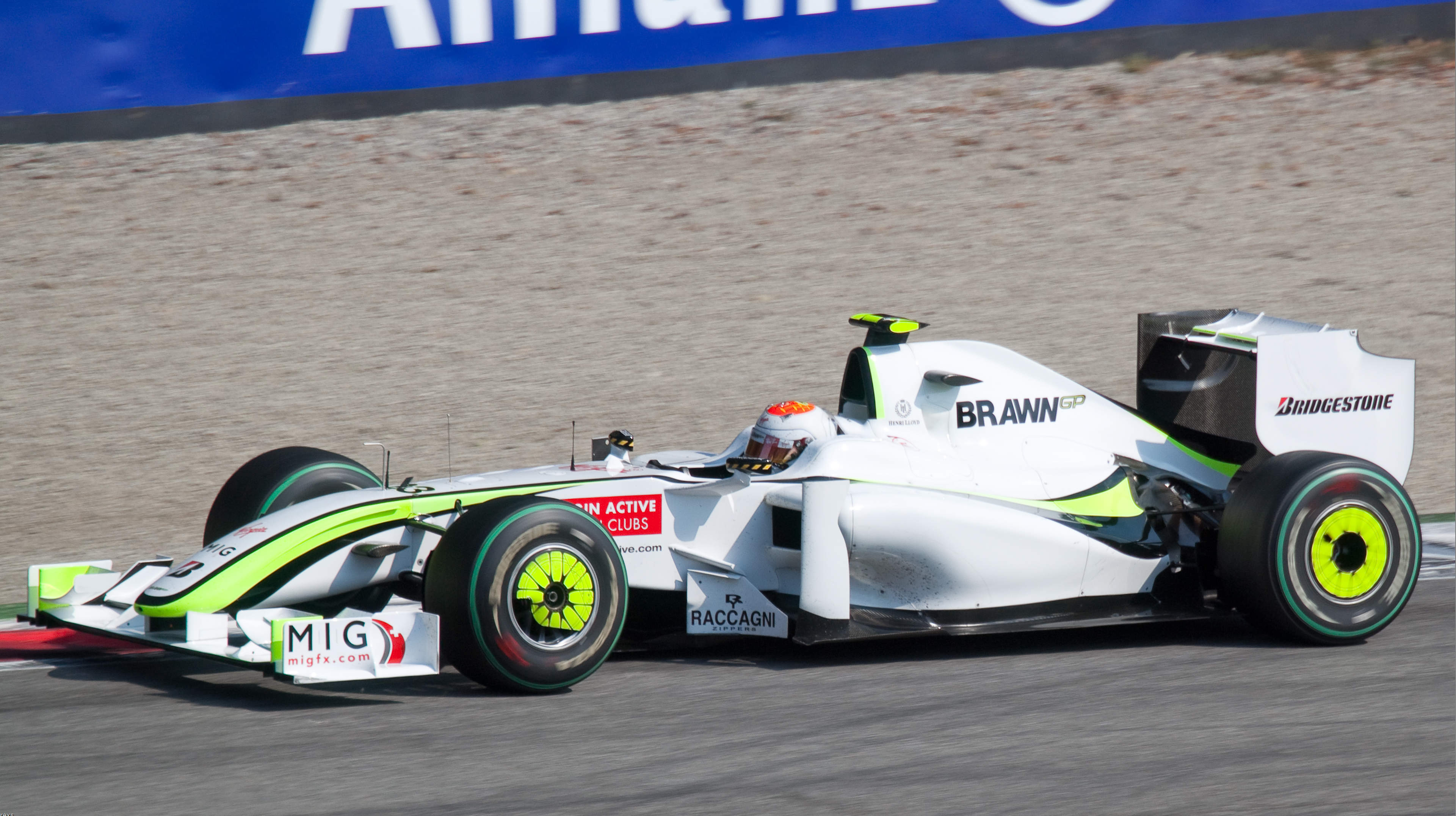
Рубенс Баррикелло одержал свою последнюю в карьере гонщика Формулы-1 победу, выиграв за рулем Brawn BGP 001 Гран-при Италии в году. На фото: бразильский гонщик лидирует по ходу дистанции гонки

 На Гран-при Италии Рубенс Баррикелло одержал вторую победу за три последних Гран-при, сократив отставание от Баттона до 14-ти очков в личном зачёте. Эта победа стала третьей по счету на трассе Монца в карьере Рубенса, а также первым дублем «Brawn GP», в котором Баррикелло выиграл гонку.

#### Двойные диффузоры

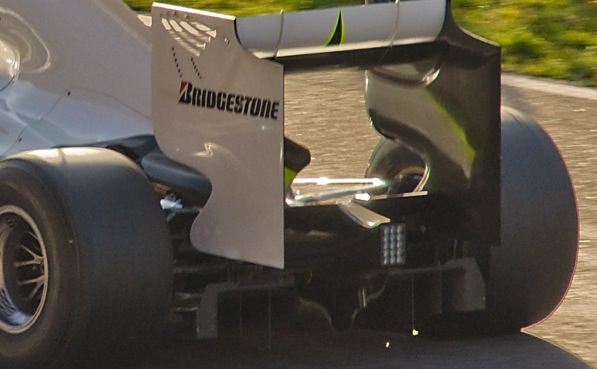
Двойной диффузор впервые появился на машинах Brawn BGP 001 и обусловил преимущество над соперниками британской команды в первых Гран-при сезона года

Одним из слагаемых успеха «Brawn GP» был смелый и спорный с точки зрения правил технический манёвр: использование двойных диффузоров. Эти агрегаты не имели аналогов и появились благодаря лазейке в техническом регламенте.
Практически все гонщики, на чьих машинах стояли двойные диффузоры, сильно выступили в Гран-при Австралии: Дженсон Баттон и Рубенс Баррикелло одержали победный дубль для «Brawn GP», Ярно Трулли и Тимо Глок (оба гонщика «Toyota»), стартовав с пит-лейн, финишировали на третьей и пятой позициях соответственно, а Нико Росберг из «Williams» стал седьмым.
Конкуренты подали протест на технику «Brawn», и возникла угроза полной дисквалификации команды. Росс Браун категорически отвергал все обвинения. «Ещё год назад я предлагал общими усилиями устранить существующие в новом техническом регламенте возможности для разной интерпретации, максимально упростив и уточнив формулировки. Но тогда это никого не заинтересовало. Зато сейчас вдруг обнаружилось столько интересующихся!».
15 апреля 2009 года апелляционный суд FIA, рассмотрев аргументы сторон, отказал в удовлетворении протеста команд и узаконил двойные диффузоры. Вскоре после этого диффузорами, сделанными по примеру Brawn GP, обзавелись все команды Формулы-1.
Концепция двойного диффузора была предложена инженером одного из спортивных подразделений компании «Honda», работавшим над проектом машины для сезона 2009 года:

В 2008 году, когда команда ещё называлась «Honda», мы запустили три параллельных проекта. […] Инженеры из «Super Aguri» работали в Теддингтоне, районе Лондона, специалисты «Honda» — в Японии, а наши сотрудники — на базе в Брэкли.[…] Бригады были полностью независимы друг от друга, что давало шанс увидеть, что предложит каждая из них. […] Если же говорить о диффузоре, то все три группы быстро пришли к выводу, что правила предоставляют некоторую свободу действий. Идея поступила от японской группы: инженер по имени Мина […] первым собрал работоспособный диффузор — это было где-то в конце июля — начале августа 2008 года.
Джон Оуэн, главный специалист по аэродинамике в «Brawn GP» в 2009 году

## Спонсоры
Перед началом сезона 2009 года команда остро нуждалась в спонсорах и предлагала авиакомпании «Emirates» статус титульного спонсора в качестве бонуса при подписании двухлетнего контракта, однако совет директоров «Emirates» не одобрил сделку.
Первым спонсором команды стала специализирующаяся на выпуске модной одежды британская компания «Henri Lloyd», компания заплатила $ 0,8 млн. за статус официального поставщика одежды и обуви для гонщиков и обслуживающего персонала.

Весь сезон в ходе телетрансляций к машинам «Brawn GP» с логотипами Virgin было приковано наибольшее внимание. Вложив $5 млн долларов, Virgin Group получила медийный эффект, оцениваемый в $24.8 млн.

 Несколькими днями спустя, 28 марта, перед началом свободных заездов на Гран-при Австралии сезона 2009 года, стало известно, что группа компаний «Virgin Group» стала одним из ведущих спонсоров команды. Первоначально контракт был подписан на две первые гонки сезона 2009 года (Гран-при Австралии и Малайзии) и подразумевал выплату в $ 250 тыс. за каждый Гран-при, дальнейшее сотрудничество сторон определялось решением апелляционного суда FIA по поводу двойных диффузоров.
По расчетам журналистов британской прессы, логотип «Virgin» по ходу Гран-при Австралии в Мельбурне получил 42 минуты эфирного времени, что на британском рынке оценивается в ₤ 8 млн, хотя Ричард Брэнсон заплатил команде за гонку только $ 250 тыс.
Третьим спонсором стал швейцарский брокер «M I G Investments». Во время Гран-при Испании на болидах «Brawn GP» появилась реклама очередного фильма из цикла «Терминатор», носящего название «Терминатор: Да придёт спаситель». 17 июня 2009 года очередным деловым партнёром команды стала британская швейная фирма «Gieves & Hawkes.»
После Гран-при Китая «Brawn GP» и компания «Ray-Ban» объявили о продолжении прошлогоднего сотрудничества, эмблема «Ray-Ban» появилась на визорах шлемов гонщиков. Контракт с компанией «Ray-Ban» принёс команде Brawn GP $0,5 млн, хотя прошлый контракт «Ray-Ban» с «Honda» был заключён на сумму в $2,5 млн.

Логотип Canon на болиде Brawn BGP 001 (Гран-при Сингапура года, за рулем Дженсон Баттон)

Большинство компаний подписывали спонсорские контракты с «Brawn GP» на одну гонку: подобная практика позволила добиться наибольшего эффекта от сотрудничества, поскольку к команде было привлечено наибольшее внимание во время телетрансляций и медийный эффект от рекламы был сопоставим или превышал затраты компаний. Так, во время Гран-при Сингапура на боковых понтонах машин «Brawn GP» появился логотип компании «Canon», ставший следствием заключенного на одну гонку спонсорского контракта между командой и «Canon Singapore Pte Ltd.»
Перед Гран-при Японии было объявлено о подписании контракта с японской компанией «Angfa Co», специализирующейся на выпуске косметики и пищевых добавок. Логотип одного из брендов «Angfa Co», линии шампуней и средств ухода за волосами «Scalp-D», размещался по бокам кокпита, в области боковой защиты головы гонщиков.
8 сентября 2009 года было объявлено о подписании спонсорского контракта между Brawn GP и бразильской пивоваренной компанией «Cervejaria Petropolis». Согласно этому договору, в дни проведения Гран-при Бразилии на машинах «Brawn GP» были нанесены логотипы пива «Itaipava» и энергетического напитка «TNT». Логотипы «Itaipava» были размещены на носовом обтекателе и боковых понтонах Brawn BGP 001, а также на шлемах гонщиков команды. К Гран-при Бразилии «Brawn GP» также заключила контракт со страховой компанией «MAPFRE Group».
Перед заключительным Гран-при сезона в Абу-Даби «Brawn GP» заключила контракт на одну гонку с ведущей телекоммуникационной компанией Катара «Qatar Telecom». Логотип «Qatar Telecom» размещался на заднем антикрыле и по бокам кокпита машин Brawn BGP 001.
В 2009 году команда «Brawn» также подписала трехлетний контракт с компанией «Henkel» на сумму, превышающую €90 млн. Однако после того, как команда была переименована в «Mercedes GP», выяснилось, что подпись под контрактом поставил бывший руководитель спонсорского отдела «Henkel», не имевший соответствующих полномочий, предварительно вступив в сговор с двумя сотрудниками компании. Несмотря на спорную ситуацию, компании «Daimler» и «Henkel» пришли к мирному урегулированию конфликта.
| Спонсор              | Гран-при                      | Медийный эффект | Эффективность вложений |
| -------------------- | ----------------------------- | --------------- | ---------------------- |
| Itaipava             | Гран-при Бразилии             | $4,3 млн.       | 853 %                  |
| Qatar Telecom        | Гран-при Абу-Даби             | $4,3 млн.       | 841 %                  |
| Terminator Salvation | Гран-при Испании              | $1,3 млн.       | 524 %                  |
| Virgin Group         | Все Гран-при сезона 2009 года | $24,8 млн.      | 496 %                  |
| MIG Investments      | Начиная с Гран-при Китая      | $23,7 млн.      | 474 %                  |
| Scalp-D              | Гран-при Японии               | $0,9 млн.       | 454 %                  |
| Henri Lloyd          | Все Гран-при сезона 2009 года | $1,8 млн.       | 361 %                  |
| TNT                  | Гран-при Бразилии             | $0,8 млн.       | 320 %                  |
| Canon                | Гран-при Сингапура            | $1,5 млн.       | 302 %                  |

## Интересные факты
- По окончании сезона 2009 года Дженсон Баттон получил на церемонии «Autosport Awards» две престижные награды. Гонщик был признан «Британским гонщиком года» и «Лучшим гонщиком международного уровня». В последней номинации Баттон уже побеждал 2004 году, когда занял 3 место в личном зачете, выступая за «BAR».[50] Также на лондонской церемонии лучшей гоночной машиной 2009 года была признана Brawn BGP 001, благодаря которой Дженсон Баттон стал чемпионом мира.[51]
- Лоик Бигуа, глава отдела аэродинамики «Brawn GP», получил «Приз Дино Тозо», престижную награду, который вручается лучшему специалисту года в области аэродинамики гоночных машин.[52]
- Дженсон Баттон получил спортивную награду «Laureus» в категории «Прорыв года» на состоявшейся в 2010 году церемонии, а команде «Brawn GP» было присуждено звание «Команда года».[53]
- В апреле 2010 года Дженсон Баттон обратился с иском против команды «Mercedes GP» (к которой перешли все контрактные обязательства «Brawn GP») в Лондонский городской суд, поскольку её руководители не выполнили предусмотренное контрактом обещание подарить гонщику прошлогоднюю чемпионскую машину (в контракте Баттона с «Brawn GP» был пункт[54], согласно которому он должен был получить в собственность машину BGP 001 в случае победы в чемпионате). После переговоров стороны пришли к мировому соглашению и судебное разбирательство было прекращено, а представитель Баттона заявил, что чемпион мира 2009 года получил BGP 001.[55]

## Результаты выступлений Brawn в Формуле-1
| Легенда к таблице |                                                                    |
| --- | ------------------------------------------------------------------ |
| В таблице перечислены результаты всех Гран-при Формулы-1, в которых принимала участие команда. Строками таблицы являются сезоны, столбцами — этапы чемпионата мира. В каждой клетке указаны сокращённое название этапа и результаты гонщиков команды, дополнительно обозначенные цветом. Расшифровка обозначений и цветов представлена в нижеследующей таблице. |                                                                    |
| \| Пример \| Описание \| \| ------------ \| ------------------------------------------------------------------ \| \| 1 \| Победитель \| \| 2 \| Второе место \| \| 3 \| Третье место \| \| 5 \| Финишировал, заработав очки \| \| Сход \| Не финишировал, но при этом заработал очки \| \| 12 \| Финишировал, не получив очков \| \| НКЛ \| Финишировал, но не попал в финальную классификацию \| \| 15 \| Участвовал вне зачёта, либо по отдельной классификации \| \| 18 \| Не финишировал, но попал в финальную классификацию \| \| Сход \| Не финишировал \| \| НКВ \| Не прошёл квалификацию \| \| НПКВ \| Не прошёл предквалификацию \| \| ДСК \| Дисквалифицирован \| \| ИСК \| Исключён из протокола соревнований \| \| ТТ \| Заявлен для участия только в тренировках \| \| НС \| Участвовал в квалификации, но не стартовал в гонке \| \| Т \| Травмирован или болен \| \| ОТК \| Отказ от участия \| \| НТР \| Прибыл на соревнования, но на трассу не выезжал \| \| НПР \| Был заявлен в числе участников, но не прибыл к началу соревнований \| \| О \| Соревнования отменены \| \| \| Не участвовал \| \| Поул-позиция \| \| \| Быстрый круг \| \| |                                                                    |
| Пример | Описание                                                           |
| 1 | Победитель                                                         |
| 2 | Второе место                                                       |
| 3 | Третье место                                                       |
| 5 | Финишировал, заработав очки                                        |
| Сход | Не финишировал, но при этом заработал очки                         |
| 12 | Финишировал, не получив очков                                      |
| НКЛ | Финишировал, но не попал в финальную классификацию                 |
| 15 | Участвовал вне зачёта, либо по отдельной классификации             |
| 18 | Не финишировал, но попал в финальную классификацию                 |
| Сход | Не финишировал                                                     |
| НКВ | Не прошёл квалификацию                                             |
| НПКВ | Не прошёл предквалификацию                                         |
| ДСК | Дисквалифицирован                                                  |
| ИСК | Исключён из протокола соревнований                                 |
| ТТ | Заявлен для участия только в тренировках                           |
| НС | Участвовал в квалификации, но не стартовал в гонке                 |
| Т | Травмирован или болен                                              |
| ОТК | Отказ от участия                                                   |
| НТР | Прибыл на соревнования, но на трассу не выезжал                    |
| НПР | Был заявлен в числе участников, но не прибыл к началу соревнований |
| О | Соревнования отменены                                              |
| | Не участвовал                                                      |
| Поул-позиция |                                                                    |
| Быстрый круг |                                                                    |

| Год  | Шасси   | Двигатель        | Ш | Гонщики           | 1   | 2   | 3   | 4   | 5   | 6   | 7    | 8   | 9   | 10  | 11  | 12   | 13  | 14  | 15  | 16  | 17  | Место | Очки |
| ---- | ------- | ---------------- | - | ----------------- | --- | --- | --- | --- | --- | --- | ---- | --- | --- | --- | --- | ---- | --- | --- | --- | --- | --- | ----- | ---- |
| 2009 | BGP 001 | Mercedes FO 108W | B |                   | АВС | МАЛ | КИТ | БАХ | ИСП | МОН | ТУР  | ВЕЛ | ГЕР | ВЕН | ЕВР | БЕЛ  | ИТА | СИН | ЯПО | БРА | АБУ | 1     | 172  |
| 2009 | BGP 001 | Mercedes FO 108W | B | Дженсон Баттон    | 1   | 1   | 3   | 1   | 1   | 1   | 1    | 6   | 5   | 7   | 7   | Сход | 2   | 5   | 8   | 5   | 3   | 1     | 172  |
| 2009 | BGP 001 | Mercedes FO 108W | B | Рубенс Баррикелло | 2   | 5   | 4   | 5   | 2   | 2   | Сход | 3   | 6   | 9   | 1   | 7    | 1   | 6   | 7   | 8   | 4   | 1     | 172  |